# Claude Gotteland
Pour les articles homonymes, voir Gotteland.
Claude Gotteland, né à Bassens en Savoie (France) le 12 juin 1803 et décédé à Zikawei (Shanghai), en Chine le 17 juillet 1856, est un prêtre jésuite français qui dirigea la première nouvelle mission jésuite en Chine, après leur expulsion au XVIIIe siècle, faisant suite à l'édit impérial de 1724 interdisant la religion chrétienne.

## Biographie
Reçu chez les Jésuites le 8 septembre 1822, Gotteland enseigna la physique, la chimie et l'histoire naturelle à Fribourg en Suisse, de 1834 à 1836.
En 1841 le vicaire apostolique des provinces de Shandong (Chantoung dans les textes de l'époque) et de Henan (Ho-Nan), Mgr Louis de Bési (qui était à Nankin), demande l'aide de Compagnie de Jésus pour le travail missionnaire dans son diocèse. La Compagnie n'était plus présente en Chine depuis son expulsion et la mort du dernier jésuite sur place à la fin du XVIIIe siècle. 
Trois français, les pères François Estève, Benjamin Brueyre, et Claude Gotteland sont choisis opour cette mission. Ils arrivent à Wusong près de Shanghai, le 11 juillet 1842 et missionnent dans les environs, surtout à Zikawei, où survivait une petite communauté catholique dans le domaine des descendants de Xu Guangqi, un des premiers catholiques chinois baptisés par Matteo Ricci. Ils y entretenaient une petite chapelle, près de la tombe de leur ancêtre. 
Faisant don d'une partie de leurs terres, les descendants de Xu Guangqi permettent aux jésuites d'avoir une base à partir de laquelle peut rayonner leur apostolat. Gotteland, sur instruction de son supérieur, le père Mathurin Lemaître, se consacre aux travaux scientifiques, tandis que François Estève s'implique dans l'apostolat direct. Benjamin Brueyre, qui revient pour des séjours, est envoyé en 1843 dans le Kiang-nan, plus à l'intérieur des terres, où il fonde un séminaire.
Les pères de Zikawei font l'achat de terrains supplémentaires à Zikawei en mars 1847. Une église est construite, qui sera reconstruite en une grande cathédrale néogothique au début du XXe siècle, la cathédrale Saint-Ignace dédiée à leur fondateur, saint Ignace de Loyola. Un collège est ouvert pour les fils de lettrés chinois, le collège Saint-Ignace, qui compte douze élèves lors de son ouverture et quatre-vingt-deux, dix ans plus tard. Joseph Ma Xiangbo (1840-1939), qui, avec les pères jésuites, participera à la fondation de l'université l'Aurore, et Laurent Li Wenyu (1840-1911), professeur à l'Aurore et fondateur de la presse catholique chinoise, y sont étudiants.
Ils ouvrent plus tard en 1864 un orphelinat avec une imprimerie (imprimerie de la Mission catholique de l'orphelinat de T'ou-Sè-Wè qui sera fameuse pour ses publications, dont les variétés sinologiques).
Le père Claude Gotteland meurt à Zikawei en 1856.